# جزيرة بازلت
جزيرة البازلت أو فو شيك تشاو (بالصينية: 火石洲؛ سيدني لاو: Foh2 Sek6 Jau1) هي جزيرة في هونغ كونغ وجزء إداري من مقاطعة ساي كونغ. جنبًا إلى جنب مع جزيرة وانغ تشاو وجزيرة بلاف، تشكل مجموعة أونغ كونغ (甕缸؛ Ung3 Gong1) وهي جزء من حديقة هونغ كونغ الجيولوجية العالمية.